# Dapsimni (metropolitana di Seul)
Dapsimni (답십리역 - 踏十里驛, Dapsimni-yeok ) è una stazione della metropolitana di Seul servita dalla linea 5 della metropolitana di Seul.

## Linee
SMRT
● Linea 5 (Codice: 542)

## Struttura
La stazione è sotterranea, e dispone di due marciapiedi laterali con due binari passanti, e porte di banchina a piena altezza.
| Direzione Banghwa             | ● Linea 5 | per Wangsimni, Jongno 3-ga, Gongdeok, Yeouido, Gimpo Aeroporto e Banghwa |
| Direzione Sangil-dong/Macheon | ● Linea 5 | per Gunja, Gangdong, Sangil-dong e Macheon                               |

## Stazioni adiacenti
| «       | Servizio | »             |
| Linea 5 | Linea 5  | Linea 5       |
| ------- | -------- | ------------- |
| Majang  | -        | Janghanpyeong |